# Saint-Rémy, Corrèze
Saint-Rémy este o comună în departamentul Corrèze din centrul Franței. În 2009 avea o populație de 238 de locuitori.

## Evoluția populației
| An        | 1975 | 1982 | 1990 | 1999 | 2006 | 2009 |
| --------- | ---- | ---- | ---- | ---- | ---- | ---- |
| Populație | 244  | 232  | 221  | 228  | 235  | 238  |